# Jan Jesionek
Jan Anzelm Marian Jesionek (ur. 5 lipca 1925 w Katowicach, zm. 14 marca 2008 tamże) – polski polityk, senator II kadencji.

## Życiorys
W czasie okupacji niemieckiej działał w konspiracji niepodległościowej. W latach 1944–1945 przebywał na zesłaniu w głębi Związku Radzieckiego. Od 1945 do 1948 walczył w zgrupowaniu „Huragan” Narodowych Sił Zbrojnych. W 1980 zakładał „Solidarność” w Wojewódzkim Przedsiębiorstwie CPN w Katowicach. W okresie stanu wojennego trzykrotnie aresztowany.
W latach 1991–1993 z ramienia Konfederacji Polski Niepodległej sprawował mandat senatora, reprezentując województwo katowickie. W Senacie był członkiem Komisji Nadzwyczajnej do Spraw Górnictwa i Komisji Obrony Narodowej.
W 1992 jego nazwisko pojawiło się na tzw. liście Macierewicza.
Pochowany na cmentarzu komunalnym przy ul. Panewnickiej w Katowicach.